# Forgách Simon (kuruc tábornagy)
Ghymesi és gácsi gróf Forgách Simon (Rajka, 1669. július 8. – Lemberg, 1729) császári és királyi tábornok, kuruc tábornagy.

## Családja
Előkelő főúri család sarja, apja ghymesi és gácsi gróf Forgách Ádám (1601-1681), várkapitány és országbíró, anyja Rechberg Mária Katalin grófnő. Apai nagyapja ghymesi és gácsi gróf Forgách Zsigmond (1559?-1621) Magyarország nádora, apai nagyanyja bethlenfalvi Thurzó Zsuzsanna. Apai nagyapai dédszülei ghymesi és gácsi báró Forgách Simon (1526-1598) főpohárnok és Pemfflinger Orsolya voltak. Apai nagyanyai dédszülei bethlenfalvi báró Thurzó Elek (-1594) Szepes vármegye főispánja és a szepesi kamara igazgatója és Zrínyi Borbála, a szigetvári hős Zrínyi Miklós leánya voltak.
1688-ban kötött házasságot gróf Esterházy Miklós (-1669) zólyomi főispán és báró Perényi Ágnes Ágnes nevű leányával. Házasságukból hét gyermek született: 1691-ben Anna, 1694-ben Zsigmond, 1708-ban Kata, ki apáca lett, Ádám, László, Eleonóra és Róza.

## Életpályája
1685. január 24-étől Borsod vármegye főispánja.
Fiatalon katonai pályára lépett, részt vett a török elleni harcokban. 1688-ban II. Miksa Emánuel bajor választófejedelem magyar huszárezredében, 1692–1695 között pedig a császári és királyi Pálffy-ezredben szolgált alezredesként. 1695-től a Kanizsával szembeni egykori végek, 1700-tól pedig a győri végvidék vicegenerálisa. 1701-től saját huszárezred tulajdonosa is egyben. Közben 1697-től az irreguláris, 1702-től pedig a reguláris haderőnél nyert vezérőrnagyi kinevezést.
Az 1697. évi török hadjáratban 12 000 embert vezérelt Batthyány Ádám horvát bánnal együtt, de a föléjük rendelt Auersperg gondatlansága miatt sikertelenül.
A Rákóczi-szabadságharc kitörésekor előbb a kurucok ellen harcolt, részt vett az 1703. november 15-ei zólyomi ütközetben. A trónörökös, a későbbi I. József ifjúkori bizalmasa volt, ezért nagy feltűnést keltett, amikor 1704. március 20-án átszökött a kurucok táborába. Átállása okául a horvát báni méltóság betöltésénél való mellőztetését, és néhány szolgájának az ellene táplált gyanú miatti elfogatását adta. Csak jóval később, a törökországi száműzetésben vallotta be II. Rákóczi Ferencnek, hogy József főherceg beleegyezésével szökött meg Bécsből, azzal a szándékkal, hogy Rákóczit és pártját rábírja, hagyjanak fel az új királyválasztással, és csak azt követeljék, hogy József azonnal, még atyja életében vegye át a kormányt.
Rákóczi tábornaggyá nevezte ki Forgáchot, aki 1704. április 16-án nyolchavi fegyverszünetre, s ha ez idő alatt nem érkezne felmentés, azt követő kapitulációra bírta az egri vár császári őrségét. Forgách ezt követően átvette Károlyi Sándortól a dunántúli főparancsnokságot, és az ugyancsak átpártolt Esterházy Antallal majdnem az egész országrészt meghódította Rákóczi részére. 1704. június 13-án nagy vereséget szenvedett Koroncónál Heister császári tábornokkal szemben. (Ez volt a szabadságharc hat nagy csatája közül az első.)
Forgách ezt követően Felső-Magyarországon működött, 1704. október végén kapitulációra bírta Kassát, majd Eperjest, december 25-én pedig Szatmár várát. Ekkor már Rákóczi erdélyi csapatainak kinevezett főparancsnoka volt, de csak 1705 elején vonult be Kolozsvárra. Az év folyamán elfoglalta Medgyest, Szamosújvárt és Déva várát, a császáriak így Rabutin tábornagy parancsnoksága alatt Nagyszeben, Brassó és Fogaras városába szorultak vissza.
1705 őszén részt vett a szécsényi országgyűlésen, ahol szenátorrá választották. Innen visszatért Erdélybe, hogy megfelelő előkészületeket tegyen a felvonuló császári fősereg ellen. A zsibói csatavesztés (1705. november 11.) után azonban a kurucok kiszorultak Erdélyből, s Rákóczi ekkor Forgáchra bízta a reguláris haderő megszervezésének feladatát és irányítását. 1706 nyarán a felső-magyarországi (kassai) főkapitányságot is elnyerte. 1706 őszén a fejedelem Pozsony várának csellel való elfoglalására küldte. Megfelelő eszközök és csapatok híján Forgách erre természetesen nem vállalkozhatott, ehelyett egy sikeres morvaországi portyázást hajtott végre. A császáriak azonban eközben visszafoglalták Esztergomot, mire Rákóczi 1706. november 22-én letartóztatta, majd fogságra vetette Forgáchot. A gróf előbb Krasznahorkán, majd a Szepesi várban raboskodott. Itt egy éjjel szökési kísérlet közben (a kötél, melyen leereszkedett, leszakadt) lábát törte, ezúttal Munkács várába zárták, és ott raboskodott 1710. november 16-áig. Maga Rákóczi katonai mulasztással, írásban kiadott utasításai megszegésével vádolta tábornagyát, de az ügy valódi hátterében inkább politikai okok állhattak.
Dacára az elszenvedett fogságnak, Forgách követte Rákóczit az emigrációba. A szatmári béke után kirekesztették az amnesztia lehetőségéből, s már csak ezért sem térhetett haza. Előbb Lengyelországban, majd 1716-tól Törökországban bujdosott. Egy ideig Rodostóban is élt, de 1721/1722-ben visszatért lengyel földre. (Mikes Kelemen véleménye szerint Bercsényi Miklóssal való személyi ellentétei miatt távozott.)
Az egyetlen kincs, amit magával vitt, családi levéltára volt, melyet féltékenyen őrzött, s rokonai sürgető kéréseire sem adott vissza; Lwówban helyezte biztonságba, meghagyva, hogy még könnyelmű Zsigmond fiának se adják át. (A levéltár utóbb Jávorka Ádám közvetítésével került haza.)
Forgáchot 1730-ban Wiśniowiecen (ma Visnyivec, Ukrajna), az ottani karmelita kolostor templomában helyezték örök nyugalomra. 1906-ban felmerült, hogy Rákóczival és bujdosótársaival együtt őt is Kassán temetik el, de földi maradványait a sírrablók fosztogatásai miatt már nem lehetett azonosítani.